# Aellopos clavipes
Aellopos clavipes (cunoscut și ca molia sfinx clavipes) este o specie de molie din familia Sphingidae. Este răspândită în general în America Centrală, dar poate fi întâlnită și din Venezuela până în California, Arizona și Texas (Statele Unite).

## Descriere
Corpul este brun închis cu o linie albă mare pe abdomen. Aripile sunt brune-închise la culoare. Aripa de deasupra are un punct negru și trei albe în apropierea zonei marginale. 
Adulții zboară din mai până în decembrie în Costa Rica. Există probabil trei generații principale de adulți: în decembrie, aprilie-mai și în septembrie.
Larvele se hrănesc cu specii variate de Rubiaceae, printre care: Randia rhagocarpa, Randia monantha, Randia aculeata, Guettarda macrosperma și Genipa americana.

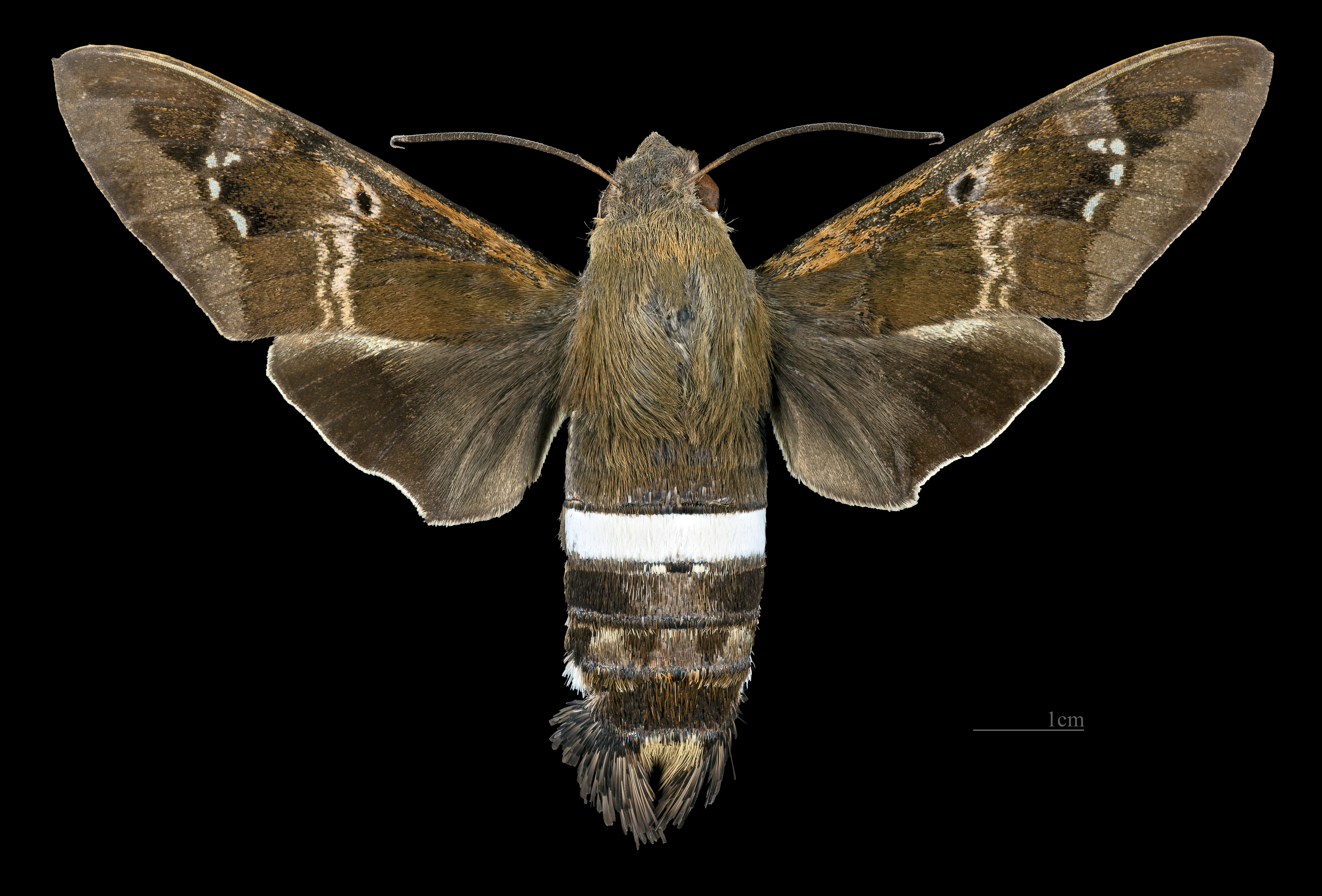
Aellopos clavipes ♀
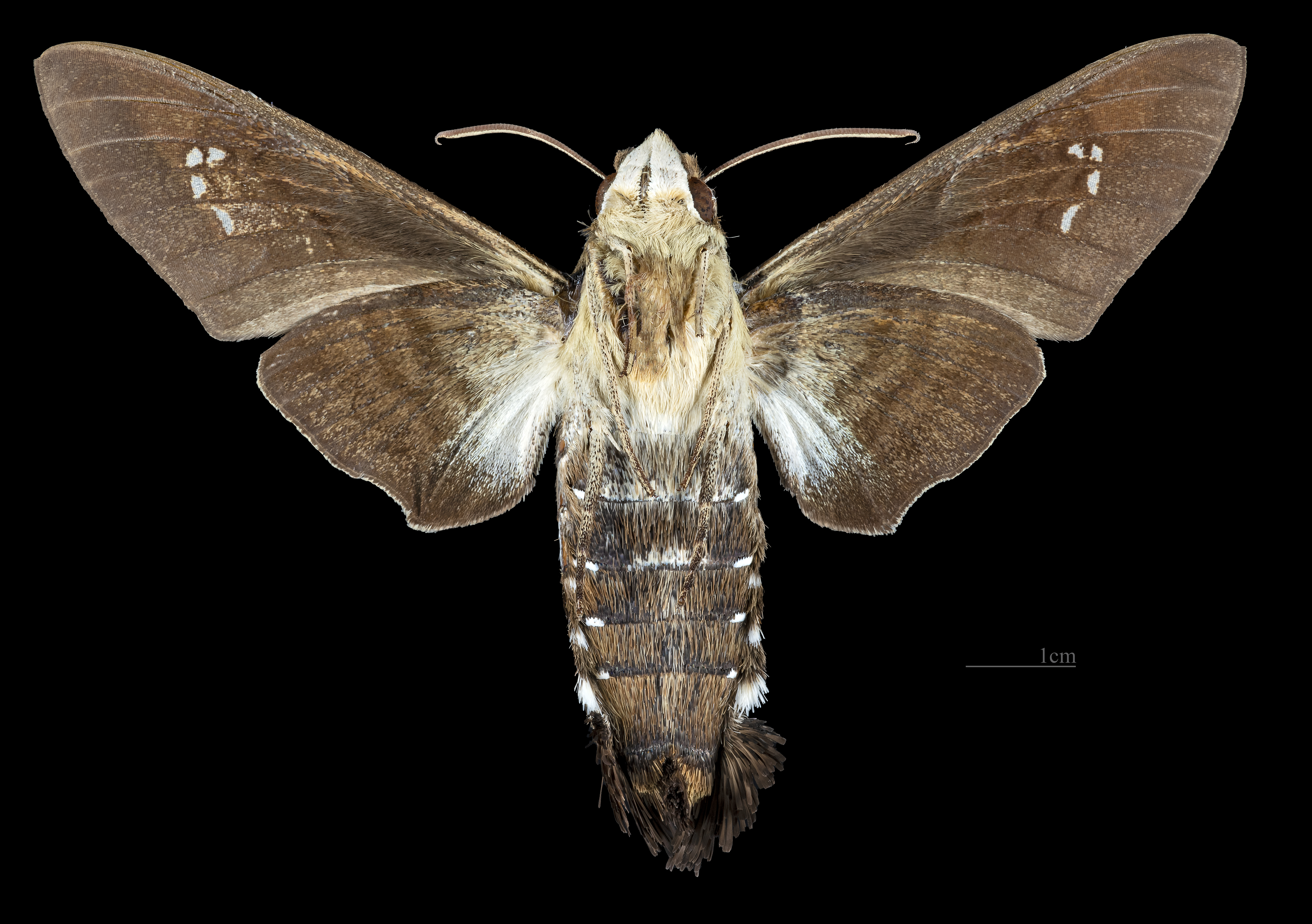
Aellopos clavipes  ♀ △

## Subspecii
- Aellopos clavipes clavipes
- Aellopos clavipes eumelas (Jordan, 1924) (Jamaica)